# Жуковський Едуард Федорович
Едуард Федорович Жуко́вський (14 березня 1935, Червоний Прапор — 8 травня 2000, Вижниця) — український графік; член Спілки художників України з 1993 року. Заслужений працівник культури УРСР з 1981 року

## Біографія
Народився 14 березня 1935 року (за паспортом 3 травня 1935 року) в селі Червоному Прапорі (нині село Княжа Долина Богодухівського району Харківської області, Україна). У 1955—1960 роках навчався на відділенні художньої обробки металу Вижницького училища прикладного мистецтва; у 1961—1969 роках — у Львові на графічному факультеті Українського поліграфічного інституту, де його педагогами були Валентин Бунов, Яків Очеретько
Протягом 1962—1998 років працював у Вижницькому училищі прикладного мистецтва (у 1973—1983 роках очолював його). Під його керівництвом у 1977—1978 роках у Києві, в Інституті проблем лиття Академії наук Української РСР, була створена лабораторія художнього лиття.
Мешкав у Вижниці в будинку на вулиці Мазепи, № 25А, квартира № 14. Помер у Вижниці 8 травня 2000 року.

## Творчість
Працював у галузі станкової графіки у жанрах пейзажу, портрета (головна тема — природа Буковини, її люди). Серед робіт:
- серія «По Буковині» (1963);
- «Жнива» (1966);
- «Каміння на Черемоші» (1966);
- «Київ. Бабин Яр» (1968);
- «Човен на воді» (1969);
- «Катерина» (1970);
- «Стіжок» (1974);
- «Осінній мотив» (1975);
- «Дружина» (1977; 1994);
- «Ранок на Дністрі» (1979),
- «Гребля в Карпатах» (1980);
- «Зима в Рівні» (1981);
- «Зимові сутінки» (1981);
- «Сумна зима» (1982);
- «Валентина» (1982);
- «Львів. Старе місто» (1983);
- «Після дощу» (1984);
- «Настя з Мариничів» (1987),
- «Архітектура Одеси» (1989);
- «Богородиця» (1990);
- «Петро» (1991);
- «Гуцульська хата» (1992);
- «Пресвята Богородиця» (1994);
- «Дуби на узліссі» (1995);
- «Онук» (1997);
- «Стара стодола» (1998).

У 1960-х — на початку 1970-х років створив низку плакатів, присвячених боротьбі за мир. 
Також володів техніками різьблення по дереву, розписом, інтарсією, інкрустацією.
Учасник обласних та республіканських мистецьких виставок від 1963 року. Персональна виставка відбулася у Вижниці у 1998 році.
Окремі роботи зберігаються у Чернівецькому художньому музеї.